# 坂東利則
坂東 利則（ばんどう としのり、1947年8月3日 - ）は、元競輪選手、日本競輪選手会兵庫県支部に在籍していた。身長172cm。愛称はバンちゃん。

## 来歴
西宮市立西宮高等学校在籍時代、第36回選抜高等学校野球大会に出場し、チームはベスト8に進出。高校卒業後に進んだ大丸でも野球を続け、南海ホークスのテストを受験して合格した経験もあるが、プロスポーツ選手になって日本競輪学校第28期を受験し合格。
1971年2月11日、ホームバンクだった甲子園競輪場でデビューし1着、及び同開催の完全優勝を記録。2層7班制時代の最高ランクであるA級1班の在籍も経験した。
日々の競輪競走の傍ら、多くの弟子の面倒も見ていた。主な弟子として、新人王戦を制した澤田義和と、45期卒業記念レース優勝者の齊藤哲也が挙げられる。また、選手生活の晩年には、兵庫支部の支部長も務めた。
2007年8月26日、岸和田競輪場第2レース・A級一般戦が現役最後のレースとなったが、1着を取って花道を飾った。同年10月2日、選手登録を削除された。通算戦績2870戦505勝。
現在は整体師として活動している。